# حارسة الرد الشرقية
قرية حارسة الرد الشرقية قرية تتبع إداريًا لناحية اليرموك، منطقة القامشلي، محافظة الحسكة، شمال شرق سوريا. تقع إلى الجنوب الشرقي من مدينة القامشلي على بعد 50 كم. سكانها من العرب قبيلة طي المعروفة في سورية والعراق. يعيش السكان في بيوت مبنية من الطين ويعتمدون في معيشتهم على تربية الأغنام والماعز وزراعة القمح والشعير. تعاني القرية من مشكلة نقص المياه حيث ان المياه ذات ملوحة عالية. إلا ان الدولة قد قامت بحفر بئر ارتوازي عميق وفر للأهالي المياه الصالحة للشرب. صعوبة الحياة في القرية دفعت بعض الشباب إلى هجرة القرية إلى القامشلي أو حتى إلى دمشق للحصول على فرص عمل أفضل. يوجد في القرية مدرسة واحدة للتعليم الأساسي. كذلك يوجد في القرية بلدية تساعد في تحسين وتنظيم القرية والقرى المجاورة.